# Římskokatolická farnost Slavkov
Římskokatolická farnost Slavkov je zaniklým územním společenstvím římských katolíků v rámci českokrumlovského vikariátu českobudějovické diecéze. Farnost zanikla 31. prosince 2019, jejím právním nástupcem je od ledna 2020 farnost Svéraz, která je excurrendo spravovaná z prelatury v Českém Krumlově.

## O farnosti
Ve Slavkově existovala duchovní správa při kapli svatého Bartoloměje postavené roku 1313 z podnětu Budislava (Buzka) ze Slavkova. V roce 1362 zde byla zřízena plebánie a kaple byla povýšena na farní kostel, k roku 1390 je připomínán plebán Václav. Plebánie později zanikla a Slavkov byl přifařen ke Světlíku. V roce 1787 zde byla zřízena lokálie, začaly být vedeny samostatné matriční knihy a došlo ke zrušení a přeložení hřbitova. Kaple byla v letech 1800–1801 přeměněna v presbytář kostela přistavěním lodi, v roce 1857 pak byla lokálie povýšená na samostatnou farnost.
V bývalém farním kostele svatého Bartoloměje se nekonají pravidelné bohoslužby.

## Galerie

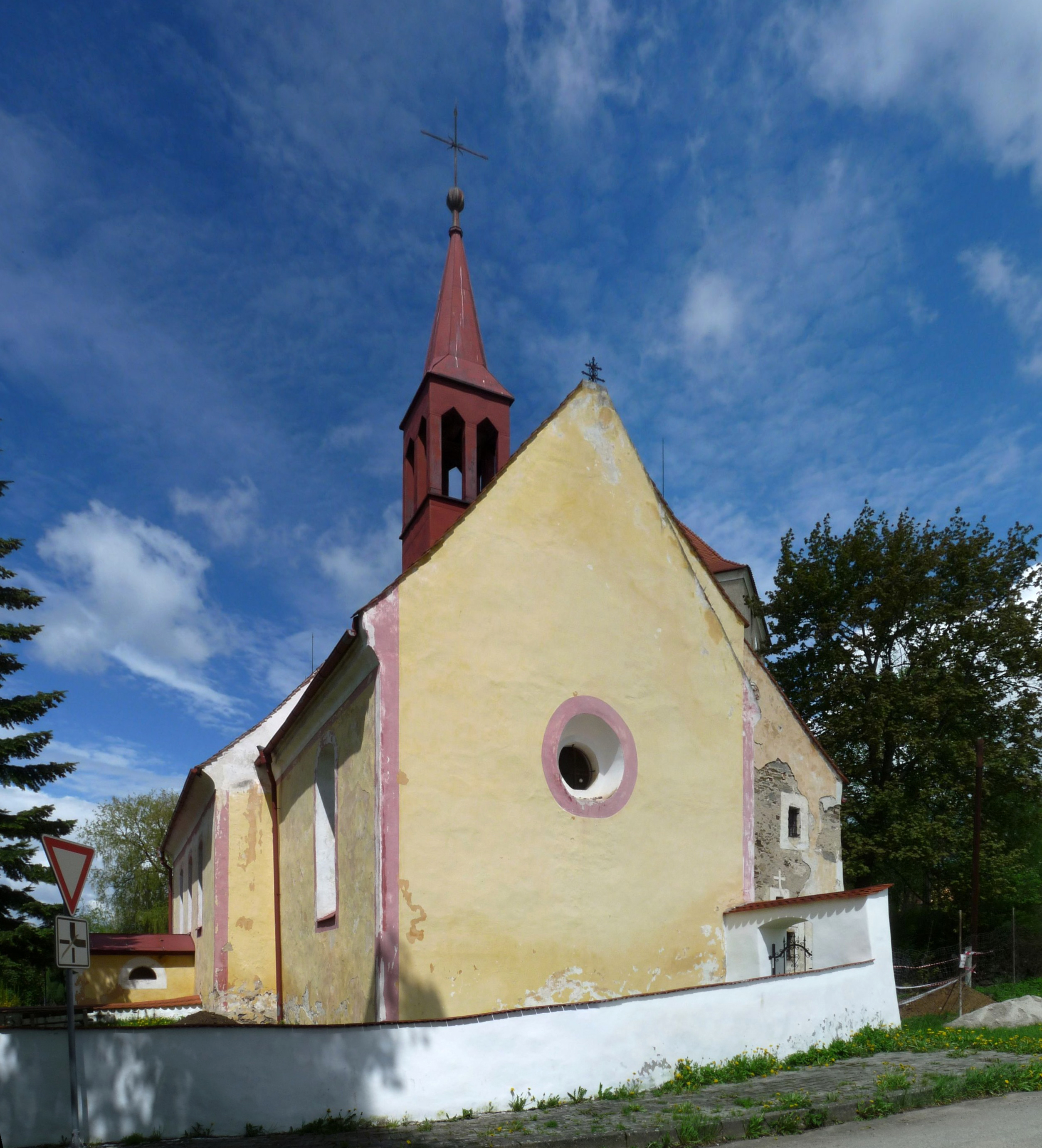
Presbytář kostela svatého Bartoloměje (bývalá kaple)
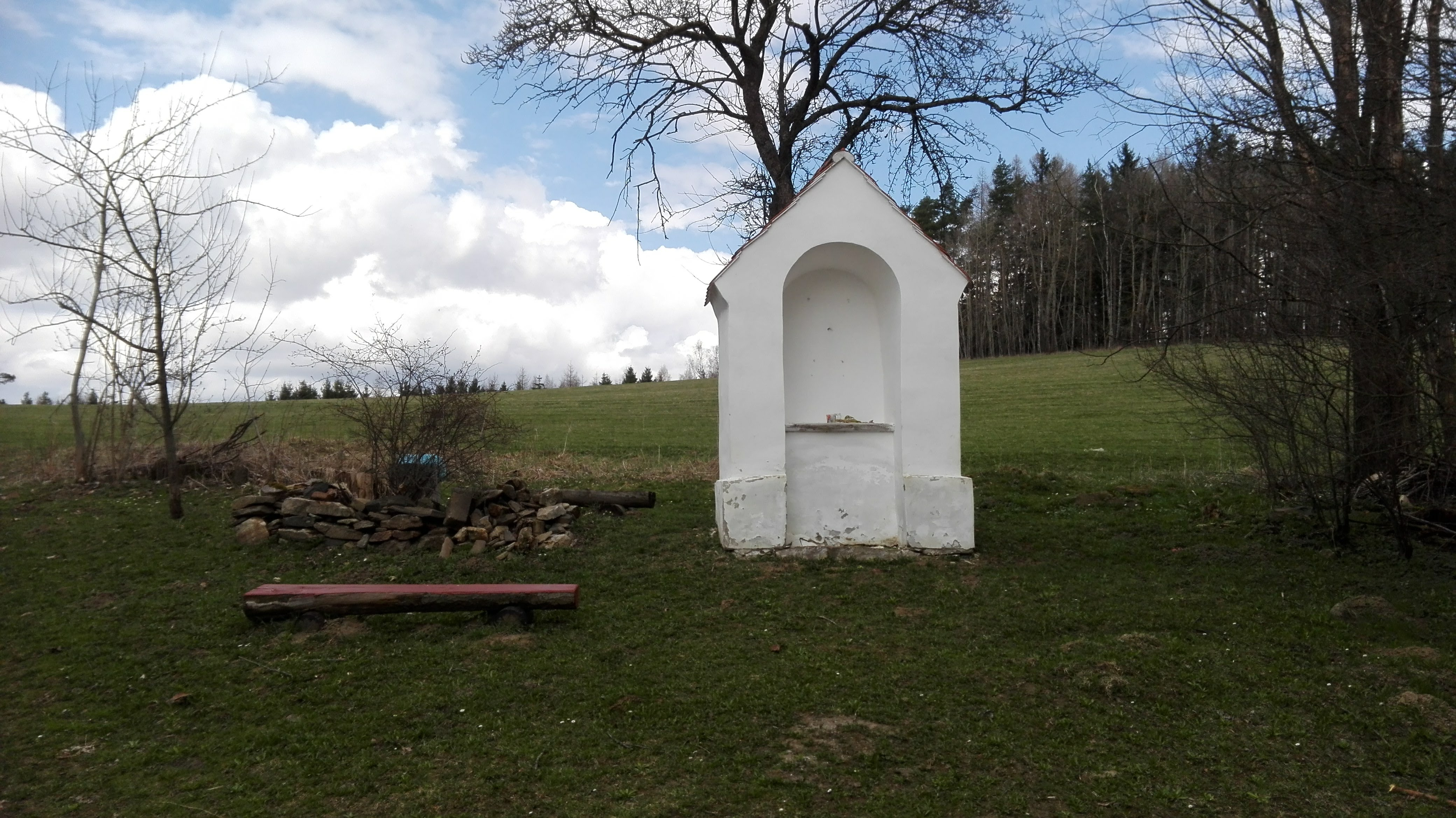
Výklenková kaple v Cipíně
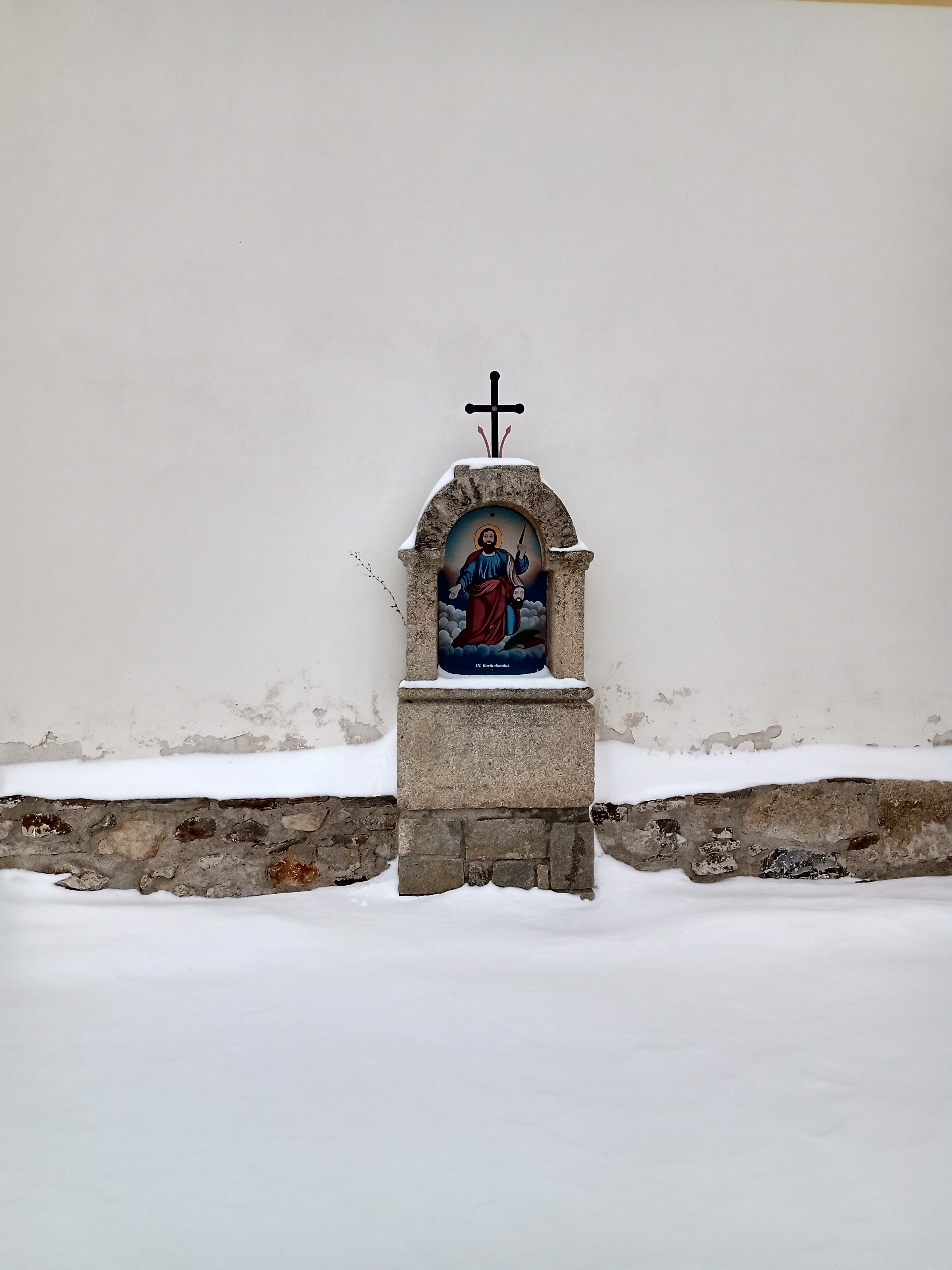
Výklenková kaple u kostela svatého Bartoloměje